# بيل لوري (سياسي)
بيل لوري هو عضو مجموعة ضغط وسياسي أمريكي، ولد في 2 مايو 1947 في سان دييغو في الولايات المتحدة. نشط حزبياً في الحزب الجمهوري.

## مناصب
- انتخب عضو مجلس النواب الأمريكي عن دائرة الدائرة الكونغرسية الحادية  والأربعون لكاليفورنيا [الإنجليزية]‏ وقد انضم خلال فترته النيابية [الإنجليزية]‏ (3 يناير 1989 – 3 يناير 1991) للكتلة البرلمانية الحزب الجمهوري.
- انتخب عضو مجلس النواب الأمريكي عن دائرة الدائرة الكونغرسية الحادية  والأربعون لكاليفورنيا [الإنجليزية]‏ وقد انضم خلال فترته النيابية [الإنجليزية]‏ (3 يناير 1987 – 3 يناير 1989) للكتلة البرلمانية الحزب الجمهوري.
- انتخب عضو مجلس النواب الأمريكي عن دائرة الدائرة الكونغرسية الحادية  والأربعون لكاليفورنيا [الإنجليزية]‏ وقد انضم خلال فترته النيابية [الإنجليزية]‏ (3 يناير 1985 – 3 يناير 1987) للكتلة البرلمانية الحزب الجمهوري.
- انتخب عضو مجلس النواب الأمريكي عن دائرة الدائرة الكونغرسية الحادية  والأربعون لكاليفورنيا [الإنجليزية]‏ وقد انضم خلال فترته النيابية [الإنجليزية]‏ (3 يناير 1983 – 3 يناير 1985) للكتلة البرلمانية الحزب الجمهوري.
- انتخب عضو مجلس النواب الأمريكي عن دائرة الدائرة الكونغرسية الحادية  والأربعون لكاليفورنيا [الإنجليزية]‏ وقد انضم خلال فترته النيابية (3 يناير 1981 – 3 يناير 1983) للكتلة البرلمانية الحزب الجمهوري.
- في انتخابات مجلس النواب الأمريكي 1990 [الإنجليزية]‏، انتخب عضو مجلس النواب الأمريكي عن دائرة الدائرة الكونغرسية الحادية  والأربعون لكاليفورنيا [الإنجليزية]‏ وقد انضم خلال فترته النيابية [الإنجليزية]‏ (3 يناير 1991 – 3 يناير 1993) للكتلة البرلمانية الحزب الجمهوري.
- انتخب عضو مجلس النواب الأمريكي.